# Szabó László (gépészmérnök)
Szabó László (Sepsiszentgyörgy, 1932. szeptember 24. –) erdélyi magyar gépészmérnök, vállalkozó, műszaki író.

## Életútja, munkássága
Unitárius vallású tanár-család gyermeke. Középfokú tanulmányait Székelykeresztúron, majd Székelyudvarhelyen végezte (1943–51). 1951–56 között a kolozsvári Politechnika hallgatója volt, ahol gépészmérnöki diplomát szerzett. 1956-tól a marosvásárhelyi Cukorgyár energetikusa, rövid ideig főmérnöke. 1982–90 között a Maros megyei Tervező Intézet műhelyfőnöke, tervezője.
Első írásai az ivóvízellátással foglalkoztak, és a Hidrotehnica, Hidrológiai Közlöny, Magyar Vízgazdálkodás c. lapokban jelentek meg (1973–80). Számos cikkben foglalkozott a háztartási hulladékok hasznosításának kérdéseivel és az épületek hőszigetelésének módjaival, ezeket különböző lapokban publikálta. 1990-ben Sylvan Tours néven megalapította az Erdélyi Falusi Vendégfogadók Szövetségét, és a falusi turizmus területén tevékenykedik, e témakörben fejti ki közírói tevékenységét.

## Közéleti tevékenysége 1989 után
A Maros-Küküllői Unitárius Esperesi Kör felügyelő gondnoka, az Unitarcoop Alap létrehozásának egyik kezdeményezője, kuratóriumának elnöke. A marosvásárhelyi RMDSZ 2. számú körzetének elnöke (1991-92), majd a Maros Megyei Vállalkozók Egyesületének tagja.